# Цзинь Юйцюань
Цзинь Юйцюань (кит. 金毓峑; род. май 1946) — представитель династии Айсиньгьоро, правившей в Китае с 1644 по 1912 года. С 2015 года наследник главы династии.

## Биография
Цзинь Юйцюань в мае 1946 года в Пекине. Он является первым членом семьи, который родился после свержения монархии. Он является вторым сыном Пужэня, сводного брата Пу И.
Цзинь Юйцюань является профессором и вице-президентом Колледжа энергетики и защиты окружающей среды Пекинского политехнического университета. Ранее он работал в Министерстве образования КНР по наукам об окружающей и атмосферной среде, и в Руководящем комитете по инженерным вопросам.
Принимал участие в редакции некоторых школьных учебников. Также он опубликовал более 70 статей в профильных журналах в стране и за рубежом. Он руководил и участвовал в ряде исследовательских проектов Проекта 973, Национального фонда естественных наук Китая, Пекинского фонда естественных наук Китая, а также в других крупных проектах по управлению инженерной охраной окружающей среды.
Женат на Чэн Инъин. Есть дочь Цзинь Цзюнь.